# Porohy (obwód iwanofrankiwski)
Porohy (ukr. Пороги) – wieś w rejonie bohorodczańskim obwodu iwanofrankiwskiego.
W II Rzeczypospolitej miejscowość była siedzibą gminy wiejskiej Porohy w powiecie nadwórniańskim województwa stanisławowskiego.
Wieś liczy 3126 mieszkańców.